# Nemani Nadolo
Nemani Nadolo, w młodości znany jako Ratu Nasiganiyavi (ur. 31 stycznia 1988 w Sigatoka) – fidżyjski rugbysta grający w formacji ataku, reprezentant kraju, uczestnik Pucharu Świata 2015.
Z reguły występował jako skrzydłowy, jednak okazjonalnie wykorzystywany był także jako środkowy ataku. W reprezentacji Fidżi pełnił także rolę kopacza.

## Kariera klubowa
Urodzony na Fidżi zawodnik przeprowadził się wraz z rodziną do Brisbane, gdy miał trzy lata. Uczęszczał do Nudgee College, gdzie występował w szkolnym zespole rugby, grał także w juniorskim klubie Ipswich Rangers.
W 2007 roku w barwach Perth Spirit wziął udział w jedynym rozegranym sezonie rozgrywek Australian Rugby Championship. Powrócił następnie na wschodnie wybrzeże Australii, gdzie w latach 2008–2009 z Randwick dochodził do finałów Shute Shield, a w roku 2010 reprezentował zespół Manly. Zwrócił na siebie uwagę sztabu szkoleniowego Waratahs i w czerwcu 2008 roku ogłoszono jego dwuletni kontrakt. Jeszcze w tym roku udał się na szkoleniowe tournée na Fidżi z Junior Waratahs, z całego sezonu 2009 wyeliminowała go jednak kontuzja stopy. Jedyne występy w tym zespole zaliczył w roku 2010 w przedsezonowych meczach przygotowawczych, w rozgrywkach Super 14 nigdy jednak nie zagrał.
Szkoleniowcy Waratahs – posiadający wówczas w składzie takich zawodników jak Drew Mitchell i Lachie Turner – postanowili nie przedłużać z nim umowy, nie zainteresowała się nim także żadna z pozostałych australijskich franczyz. Wyjechał zatem do Francji, gdzie w CS Bourgoin-Jallieu miał spędzić kolejne dwa lata. W trakcie tego sezonu opuścił jednak borykający się z finansami klub przenosząc się do angielskiego Exeter Chiefs. Przewidziany na półtora sezonu kontrakt został jednak rozwiązany za obopólną zgodą już w połowie roku 2011 po zaledwie pięciu występach, bowiem zawodnik za jazdę pod wpływem alkoholu został ukarany grzywną oraz zakazem prowadzenia pojazdów, wcześniej zaś klub otrzymał karę finansową i punktową, gdy we wniosku wizowym Nadolo wylegitymował się paszportem australijskim, a nie fidżyjskim, czym przekroczył limit obcokrajowców w zespole.
Kolejnym etapem w karierze zawodnika był japoński klub NEC Green Rockets, z którym związał się w czerwcu 2011 roku i pozostał w nim do końca sezonu 2014/2015. W ciągu tych czterech sezonów raz był wybrany do najlepszej piętnastki sezonu, dwukrotnie zwyciężał w klasyfikacji przyłożeń Top League oraz kilkukrotnie zdobywał wyróżnienie dla gracza meczu. Jednocześnie pod koniec października 2013 roku kontrakt na rozgrywki Super Rugby zaproponowali mu nowozelandzcy Crusaders. Znakomity sezon 2014 zakończony udziałem w finale rozgrywek oraz zdobyciem (wraz z Israelem Folau) największej liczby przyłożeń w sezonie zaowocował w sierpniu przedłużeniem umowy na kolejne dwa lata – z przerwą na przełomie roku na dokończenie obowiązującego kontraktu w Japonii.

## Kariera reprezentacyjna
W stanowych barwach występował w kadrze U-16 w 2004 roku plasując się z Quade'em Cooperem, Willem Genią, Jamesem Hansonem i Davidem Pocockiem na trzecim miejscu mistrzostw kraju, a rok później już w zespole U-18 zajął wraz z nimi drugą lokatę. W 2008 roku został powołany przez selekcjonera australijskiej kadry U-20 Briana Melrose na inauguracyjne mistrzostwa świata juniorów. Na tych zawodach wystąpił we wszystkich pięciu spotkaniach, a reprezentacja Australii zajęła ostatecznie miejsce piąte.
W czerwcu 2010 roku zadebiutował w reprezentacji Fidżi, na kolejny występ czekał jednak trzy lata – nie pojechał na Puchar Świata w Rugby 2011 z uwagi na utratę kontraktu i incydent z jazdą pod wpływem alkoholu w Anglii. Powróciwszy do kadry, przyczynił się do zwycięstwa w Pucharze Narodów Pacyfiku 2013, w tych zawodach wziął udział też rok później. Po triumfie w kwalifikacjach znalazł się w składzie na Puchar Świata 2015. Podczas turnieju wystąpił w trzech spotkaniach, mecz z Walią opuścił zaś z powodu zawieszenia.
W maju 2009 roku zagrał w barwach Barbarians przeciwko Anglii.

## Varia
- Członkowie rodziny zawodnika byli także związani z rugby. Jego ojciec, Isei Siganiyavi, grał dla Queensland oraz Australii B[65][51], z Reds związany był także jego brat Chris Kuridrani[51]. Wśród jego kuzynów znajdowali się Tevita Kuridrani, Noa Nadruku oraz Elia i Lote Tuqiri[2][66].
- Po rozstaniu rodziców był wychowywany przez matkę i przyjął jej nazwisko rodowe – Nadolo[65][67][68].
- W 2014 roku otrzymał wyróżnienie dla najlepszego zawodnika z wysp Pacyfiku przyznawane przez Pacific Island Players Association[69].